# Cornelio Van Aarsens

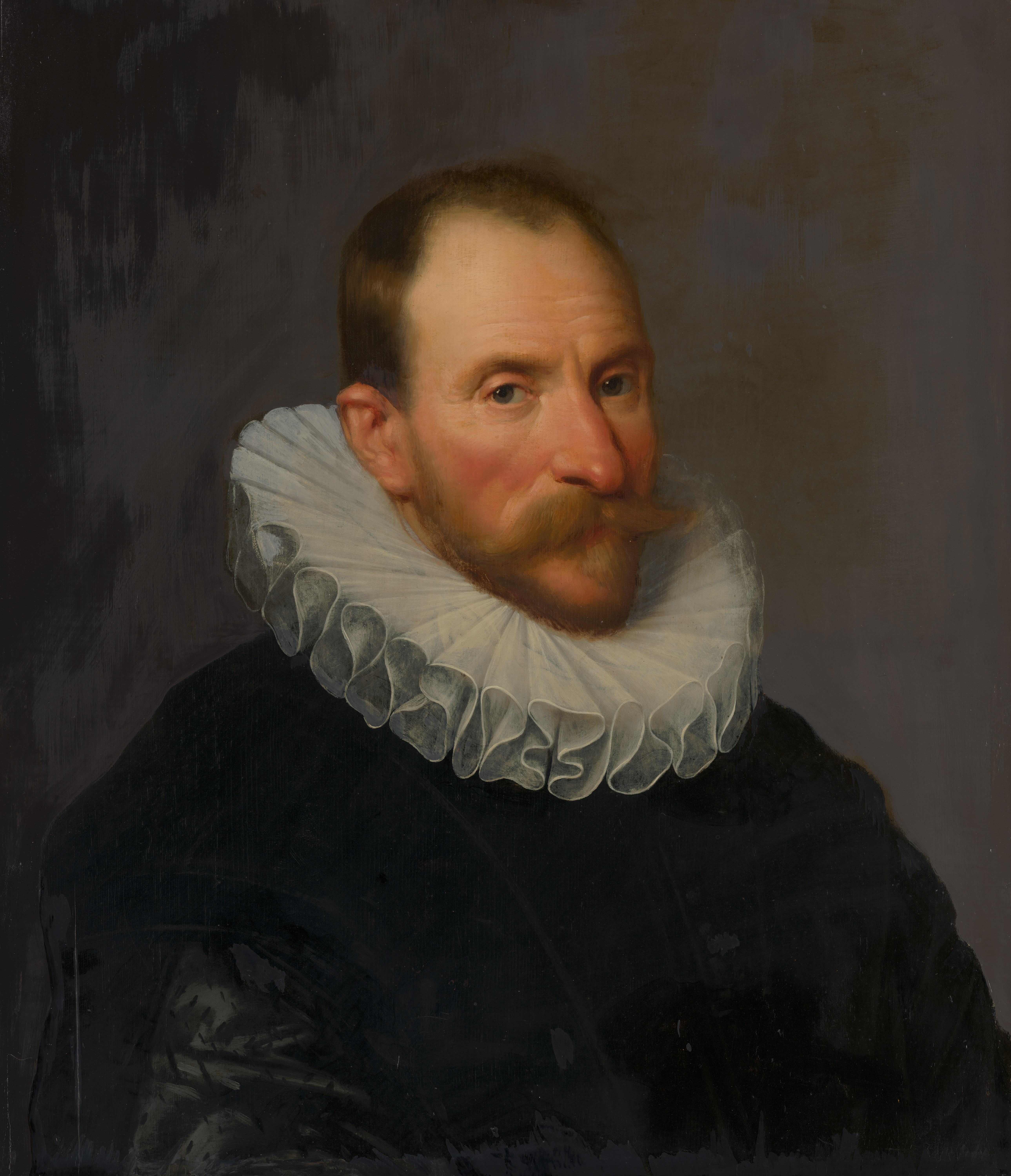

 Cornelio Van Aarsens  (1545 —  1627) também conhecido como o "Senhor de Spijk" foi notário dos Estados Gerais dos Países Baixos durante quarenta anos. Foi um famoso diplomata holandês e foi pai de Francis van Aarssens. 